# Christian Gamarino
Christian Gamarino (Genova, 18 giugno 1994) è un pilota motociclistico italiano.

## Carriera
Nel 2011 chiude al tredicesimo posto nel CIV Stock 600, fa inoltre il suo esordio internazionale nell'europeo Superstock 600 quando partecipa, come pilota titolare a bordo di una Kawasaki ZX-6R del team Go Eleven. Chiude la stagione al venticinquesimo posto con dodici punti ottenuti. Nel 2012 continua nella Superstock 600, con lo stesso team e la stessa moto della stagione precedente. Migliora sensibilmente chiudendo all'ottavo posto con 61 punti e conquistando il primo podio nel Gran Premio di San Marino a Misano Adriatico. Continua nel 2013 migliorando ancora, chiude infatti al terzo posto in classifica piloti con 129 punti all'attivo, con una pole position e una vittoria a Silvesrtone.
Nel 2014 esordisce nel campionato mondiale Supersport con il team Go Eleven che gli affida una Kawasaki ZX-6R, il compagno di squadra è Roberto Rolfo. Nella sua prima stagione colleziona 27 punti concludendo in 15ª posizione finale. Nel 2015 resta ancora alla guida della Kawasaki ZX-6R con il team Go Eleven, con compagno stavolta lo svizzero Dominic Schmitter. Conclude la stagione al 10º posto con 62 punti. Nel 2016 inizia la terza stagione consecutiva con lo stesso team, in questa annata il compagno di squadra è Ondřej Ježek. In occasione della gara inaugurale in Australia Gamarino termina la corsa al quarto posto andando a centrare il miglior piazzamento in carriera in questa categoria. Chiude la stagione al diciannovesimo posto in classifica piloti con trenta punti ottenuti. Nel 2017 cambia squadra, si trasferisce infatti nel Team Bardahl Evan Bros. Honda Racing che gli affida una CBR600RR. Chiude la stagione all'undicesimo posto con cinquanta punti ottenuti, da rimarcare il giro più veloce in gara ottenuto nel Gran Premio di Thailandia a Buriram.
Nel biennio 2018-2019 è pilota titolare nel Campionato Italiano Velocità classe Superbike, con una BMW S1000RR del team Tutapista Corse. Conclude entrambe le stagioni al quattordicesimo posto in classifica.

## Risultati in gara

### Campionato mondiale Supersport
| 2014 | Moto     |    |   |     |    |    |    |    |    |    |    |    |  |  |  | Punti | Pos. |
| ---- | -------- | -- | - | --- | -- | -- | -- | -- | -- | -- | -- | -- |  |  |  | ----- | ---- |
| 2014 | Kawasaki | 10 | 9 | Rit | 13 | 19 | 11 | 15 | 17 | 15 | 14 | 14 |  |  |  | 27    | 15º  |

| 2015 | Moto     |    |    |   |     |    |    |   |   |   |   |   |     |  |  | Punti | Pos. |
| ---- | -------- | -- | -- | - | --- | -- | -- | - | - | - | - | - | --- |  |  | ----- | ---- |
| 2015 | Kawasaki | 11 | 13 | 9 | Rit | 11 | 14 | 7 | 7 | 9 | 8 | 9 | Rit |  |  | 62    | 10º  |

| 2016 | Moto     |   |    |    |    |    |    |     |     |    |     |    |     |  |  | Punti | Pos. |
| ---- | -------- | - | -- | -- | -- | -- | -- | --- | --- | -- | --- | -- | --- |  |  | ----- | ---- |
| 2016 | Kawasaki | 4 | 16 | 10 | 10 | 16 | 11 | Rit | Rit | 19 | Rit | 16 | Rit |  |  | 30    | 19º  |

| 2017 | Moto  |    |     |   |   |   |     |     |    |   |    |    |    |  |  | Punti | Pos. |
| ---- | ----- | -- | --- | - | - | - | --- | --- | -- | - | -- | -- | -- |  |  | ----- | ---- |
| 2017 | Honda | NP | Rit | 7 | 9 | 7 | Rit | Rit | 12 | 6 | 15 | 10 | 12 |  |  | 50    | 11º  |

| Legenda | 1º posto        | 2º posto            | 3º posto           | A punti      | Senza punti        | Grassetto – Pole position Corsivo – Giro più veloce |
| Legenda | Gara non valida | Non qual./Non part. | Ritirato/Non class | Squalificato | '-' Dato non disp. | Grassetto – Pole position Corsivo – Giro più veloce |